# Ärztliche Behandlung
Die ärztliche Behandlung umfasst alle Tätigkeiten des Arztes zur Verhütung, Früherkennung und Behandlung von Krankheiten. In vielen Ländern ist ärztliche Behandlung eine Leistung der Sozialversicherung.

## Ärztliche Behandlung in Deutschland
In Deutschland ist der Großteil ärztlicher Behandlungen Teil des Leistungskataloges der gesetzlichen Krankenversicherung (GKV), der Rechtsanspruch darauf ist in § 28 Abs. 1 SGB V gesetzlich verankert. Personen, die nicht Versicherte der Gesetzlichen Krankenversicherung sind, treten beim Arzt in der Regel als Privatpatienten (Selbstzahler) auf. Sie haben fast immer Verträge mit privaten Krankenversicherungen, deren Vertragsgegenstand die Erstattung der Kosten der medizinischen Behandlung ist, abgeschlossen. Beihilfeberechtigte haben zudem Anspruch auf Beihilfeleistungen. In der gesetzlichen Unfallversicherung gehört die ärztliche Behandlung ebenfalls zum Leistungskatalog. Zur ärztlichen Behandlung zählen auch die Leistungen weiterer Personen, z. B. Angestellte des Arztes, wenn deren Tätigkeit delegierbar und vom verantwortlichen Arzt angeordnet und überwacht wird.
Grundsätzlich gilt in Deutschland die freie Arztwahl, wobei bei gesetzlich krankenversicherten Patienten die Zulassung des Arztes als Vertragsarzt Leistungsvoraussetzung ist. Ist dies der Fall, kann die ärztliche Behandlung als Sachleistung mit Hilfe der elektronischen Gesundheitskarte (eGK) in Anspruch genommen werden. Die Leistungen, die der Arzt für seinen Patienten erbracht hat, werden dann über die Kassenärztliche Vereinigung mit der zuständigen Krankenkasse abgerechnet. Leistungen, die über den Leistungskatalog der GKV hinausgehen, können nach schriftlicher Vereinbarung privat von den gesetzlich Versicherten in Anspruch genommen werden. Hierzu gehören beispielsweise sog. Individuelle Gesundheitsleistungen (IGEL).

### Leistungsumfang
Der Inhalt der vertragsärztlichen Versorgung ist in § 73 Abs. 2 SGB V gesetzlich festgelegt.
- ärztliche und zahnärztliche Versorgung
- Maßnahmen zur Früherkennung von Krankheiten
- ärztliche Betreuung bei Schwangerschaft und Mutterschaft
- Verordnung von medizinischen Leistungen der Rehabilitation, Belastungserprobung und Arbeitstherapie
- Verordnung von Arznei-, Verband-, Heil- und Hilfsmitteln, Krankentransporte sowie Krankenhausbehandlung oder Behandlung in Vorsorge- oder Rehabilitationseinrichtungen,
- Verordnung häuslicher Krankenpflege
- Ausstellung von Bescheinigungen und Erstellung von Berichten, die die Krankenkassen oder der Medizinische Dienst zur Durchführung ihrer gesetzlichen Aufgaben oder die Versicherten im Zusammenhang mit dem Anspruch auf Fortzahlung des Arbeitsentgelts benötigen. Dafür steht den Krankenkassen ein begrenzter Umfang an Formularen zur Verfügung, die in einer Vordruckvereinbarung vorgegeben sind.
- medizinische Maßnahmen zur Herbeiführung einer Schwangerschaft nach
- ärztliche Maßnahmen zur Empfängnisverhütung, Sterilisation und Schwangerschaftsabbruch
- Verordnung von Soziotherapie.

Näheres zum Inhalt der vertragsärztlichen Leistungen wird zwischen Krankenkassen und kassenärztlichen Vereinigungen vertraglich geregelt oder durch den gemeinsamen Bundesausschuss beschlossen.

### Freie Arztwahl
Erstmals in Deutschland wurde die freie Arztwahl in Stuttgart zu Beginn des 20. Jahrhunderts durchgesetzt. Die treibende Kraft war Oskar Königshöfer.
Freie Arztwahl bedeutet, dass sich der Patient zur Behandlung grundsätzlich an einen frei gewählten Arzt seines Vertrauens wenden kann. Jedoch gibt das Gesetz einen Rahmen von Ärzten und ärztlichen Einrichtungen vor, unter denen die Versicherten wählen können. Dies sind im Wesentlichen:
- Zugelassene oder ermächtigte Ärzte
- zum ambulanten Operieren zugelassene Krankenhäuser
- diabetologische, nephrologische, onkologische und rheumatologische Fachambulanzen
- ärztlich geleitete kommunale, staatliche und freigemeinnützige Gesundheitseinrichtungen
- Einrichtungen des Betriebsgesundheitswesens

Ärzte, die nicht zu den vorgenannten Personengruppen bzw. Einrichtungen gehören, dürfen von gesetzlich Versicherten nur in eng definierten Ausnahmefällen beansprucht werden. Ein solcher Fall wäre z. B., wenn bei einem Notfall kein Vertragsarzt erreichbar wäre.
Im Falle des sog. totalen Krankenhausaufnahmevertrages bezieht sich die Einwilligung des Patienten nicht auf die Behandlung eines bestimmten Arztes. Vielmehr ist angesichts § 613 BGB jeder nach dem Dienstplan vorgesehene Arzt zur Heilbehandlung befugt.
In Deutschland können Arbeitgeber Arbeitnehmern nicht vorschreiben, welchen Arzt sie bei Arbeitsunfähigkeit aufsuchen; eine entsprechende Klausel im Arbeitsvertrag erklärte das Arbeitsgericht Frankfurt am Main 2011 für unwirksam. Für vorgeschriebene Untersuchungen ist die freie Arztwahl insofern eingeschränkt, als dass Arbeitsmedizinische Vorsorgeuntersuchungen in jedem Fall medizinfachliche Kenntnisse des Arztes (Arbeitsmedizin/Betriebsmedizin) und ggf. weitere Spezialkenntnisse voraussetzen. Der Arbeitgeber hat dem untersuchenden Arzt die erforderlichen Auskünfte über den Arbeitsplatz und das Ergebnis der Gefährdungsbeurteilung mitzuteilen und ihm eine Begehung des Arbeitsplatzes zu ermöglichen. In einem konkreten Fall urteilte das Oberverwaltungsgericht Rheinland-Pfalz am 29. Oktober 2013, dass ein Beamter der Berufsfeuerwehr nicht berechtigt war, eine Pflichtuntersuchung nach § 4 ArbMedVV statt durch den betriebsärztlichen Dienst durch einen Mediziner seiner Wahl durchführen zu lassen (auch nicht auf eigene Kosten), obschon dieser die Qualifikation nach § 7 ArbMedVV besaß. Das Gericht berücksichtigte dabei den Grundsatz der Verhältnismäßigkeit und die Erwägung, dass „die freie Arztwahl bei regelmäßigen Pflichtuntersuchungen […] praktisch mit kaum überschaubarem Verwaltungsaufwand verbunden“ wäre. Es liege hier ein verfassungsrechtlich gerechtfertigter Eingriff in das allgemeine Persönlichkeitsrecht vor.

### Überweisungen

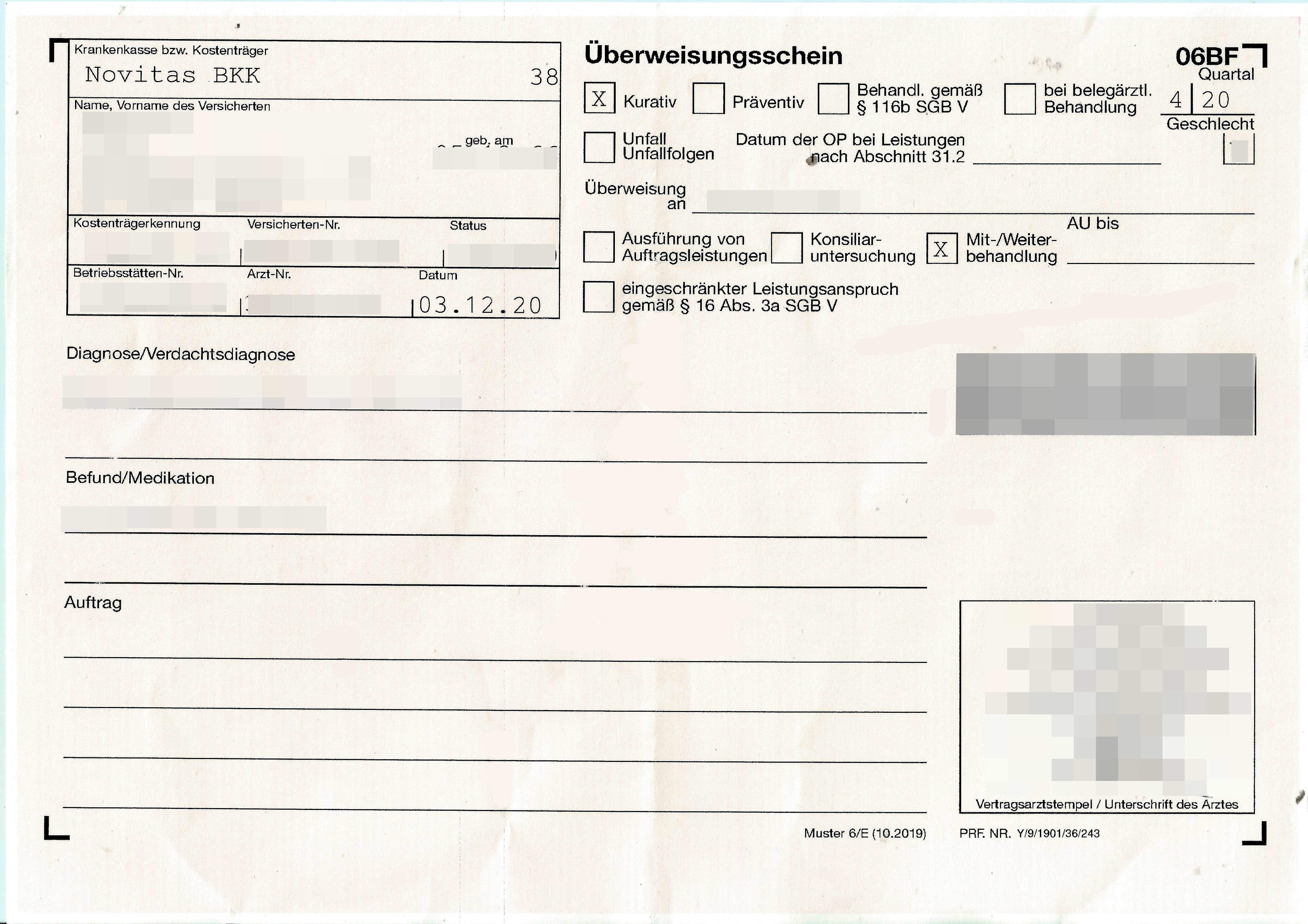
Überweisungsschein in der deutschen Gesetzlichen Krankenversicherung

Im Gesundheitswesen überweist ein Arzt zu einem anderen Arzt, wenn er bestimmte Leistungen (z. B. Röntgen oder Labor) in Auftrag gibt (Auftragsleistungen), die fachliche Meinung eines Kollegen einholen möchte (Konsiliaruntersuchung), oder wenn eine Mitbehandlung (bei fachfremden Erkrankungen) oder die Weiterbehandlung (bei Arztwechsel) notwendig ist.
Liegt ein solcher Grund vor, kann der Arzt seinen Patienten mit einem extra dafür vorgesehenen Vordruck (Überweisungsschein) an einen anderen Mediziner überweisen. Ein Überweisungsschein wird auch verwendet, wenn der Vertragsarzt eine ambulante Operation im Krankenhaus (§ 115b SGB V) oder eine ambulante spezialfachärztliche Behandlung im Krankenhaus (§ 116b SGB V) veranlasst. 
Der Überweisungsschein ist wie die Versichertenkarte ein Nachweis, dass der betreffende Patient anspruchsberechtigt im Sachleistungsprinzip der Gesetzlichen Krankenversicherung ist. Der Überweisungsschein wird für die Abrechnung der Behandlung mit der Kassenärztlichen Vereinigung nicht zwingend benötigt. Seit der Digitalisierung der Patientendaten genügt auch ein Vorzeigen der Krankenkassenkarte als Nachweis der Versicherung. Ein rechtlicher Grund besteht auch in der freien Arztwahl nach § 76 Abs. 1 S. 1 SGB V.  Die Einzelheiten sind im Bundesmantelvertrag Ärzte geregelt.
In den meisten Fällen erfolgen Überweisungen durch Hausärzte an Fachärzte. Von 2004 bis 2012 sah der Gesetzgeber als Anreiz dafür, dass sich Versicherte nur von ihrem Hausarzt an Fachärzte weiterüberweisen lassen, vor, dass in einem Quartal bei dem Facharzt, zu dem die Überweisung erfolgte, keine Praxisgebühr mehr entrichtet werden muss. Die Praxisgebühr wurde mit Wirkung vom 1. Januar 2013 abgeschafft. Einige Krankenkassen versuchen auch über spezielle Bonusmodelle oder Hausarztmodelle diese sogenannte hausarztzentrierte Versorgung zu fördern.

### Sicherstellung der ärztlichen Versorgung
Um eine ausreichende, zweckmäßige wirtschaftliche und notwendige (zahn-)ärztliche Behandlung der gesetzlich Krankenversicherten zu gewährleisten, hat der Gesetzgeber den Kassen(zahn-)ärztlichen Vereinigungen den sogenannten Sicherstellungsauftrag übertragen. Die Kassenärztlichen Vereinigungen schließen Verträge mit den Krankenkassen bezüglich der Modalitäten und Vergütung, wobei das Fünfte Buch Sozialgesetzbuch (SGB V) den Vertragsparteien enge Grenzen setzt.